# Cratere Saussure
Saussure è un cratere lunare di 54,56 km situato nella parte sud-occidentale della faccia visibile della Luna.
Il cratere è dedicato all'alpinista e scienziato svizzero Horace-Bénédict de Saussure.